# Кочево (Болгария)
Кочево (болг. Кочево) — село в Болгарии. Находится в Пловдивской области, входит в общину Садово. Население составляет 578 человек.

## Политическая ситуация
В местном кметстве Кочево, в состав которого входит Кочево, должность кмета (старосты) исполняет Иван Димитров Стоилов (Болгарская социалистическая партия (БСП)) по результатам выборов правления кметства 2007 года.
Кмет (мэр) общины Садово — Марин Драганов Йосифов (инициативный комитет) по результатам выборов в правление общины 2007 года.